# Édit de séparation
L'Édit de séparation (身分統制令, Mibun Tōsei Rei, littéralement « Édit de contrôle du statut social ») est une loi en trois articles promulguée par Toyotomi Hideyoshi le 8 octobre 1591, 19e année de l'ère Tenshō au cours de l'époque Azuchi Momoyama de l'histoire du Japon.

## Contenu
La loi interdit aux samourai et à leurs serviteurs, les hokonin buke, qui sont à son tour répartis en chugen et en komono, de devenir paysans ou commerçants, et interdit également aux paysans d'abandonner leurs champs pour se livrer au commerce ou au travail salarié et aux guerriers d'employer les buke hokonin qui ont fui leurs maîtres originaux. Il prévoit des peines pour ceux qui enfreignent ces dispositions . Son but est d'assurer un revenu stable de la taxe foncière et un ensemble de guerriers en vue de l'imminente invasion de la Corée.

## Traduction de l'édit
1. Les citadins et les agriculteurs doivent vérifier qu'aucun samouraï, chugen ou komono n'est devenu commerçant ou agriculteur depuis l'expédition contre Date Masamune à Oshu dans le septième mois de l'année dernière. Si ces personnes s'y trouvent, elles doivent être expulsées. Si ces gens sont cachés, tout le village sera puni.
2. Si un paysan abandonne ses champs et s'engage dans le commerce ou le travail salarié, non seulement l'agriculteur lui-même, mais ses concitoyens seront punis. Ceux qui ne sont pas engagés dans le service militaire ou le travail dans les champs seront recherchés et expulsés. Si un fonctionnaire n'exécute pas ces instructions, il aura ses terres saisies pour négligence. S'il y a une dissimulation par les citadins ou paysans, l'ensemble du comté ou de la ville sera tenu responsable.
3. N'employez pas une personne qui a quitté son ancien maître sans l'autorisation s'il est un samouraï ou un komono. Faites une enquête approfondie sur les antécédents d'un individu afin de s'assurer qu'il ne l'a pas fait. S'il l'a fait, il sera arrêté et remis à son ancien maître. Si cette loi est ignorée ou si un violateur du droit est délibérément libéré alors il est ordonné que deux ou trois personnes seront décapitées à la place du contrevenant et leurs têtes seront livrées à son ancien maître. Si cet ordre n'est pas exécuté, la personne qui a cherché à employer le contrevenant sera punie.

## Théorie de Shosaku Takagi
Bien que l'édit de séparation ait été largement considéré comme la loi qui établit le rigide système de classe du shogunat Tokugawa à venir sur la base des quatre professions, l'historien japonais Shosaku Takagi remet cette interprétation en question. Il croit que, durant cette période de l'histoire, le mot « samouraï » ne désigne pas les guerriers, mais plutôt les wakato, qui sont les obligés des guerriers tout comme les chugen et les komono. Takagi estime ainsi que les draconiennes structures de classes sociales imposées par l'édit de séparation étaient en fait destinées spécifiquement aux hokonin buke, dont les wakato, les chugen et les komono et non à la plupart des personnes engagées dans le service militaire. Selon cette théorie, la structure de classe féodale au Japon n'était en fait pas légalement obligatoire en 1591 mais beaucoup plus tard durant l'époque d'Edo. Cependant, Takagi reconnaît que les parties de l'édit relatives à la paysannerie ont contribué à la séparation des classes.

## Source de la traduction
- (en) Cet article est partiellement ou en totalité issu de l’article de Wikipédia en anglais intitulé « Separation Edict » (voir la liste des auteurs).